# Ada Lovelace
Augusta Ada Byron King, comtessa de Lovelace (Londres, 10 de desembre de 1815 - 27 de novembre de 1852), va ser la primera programadora en la història dels ordinadors. Matemàtica, va col·laborar amb Charles Babbage en el disseny d'una màquina analítica capaç de resoldre equacions diferencials.
Ada es va adonar que la màquina tenia més aplicacions a part de la pura calculació i va reconèixer tot el potencial de la màquina. A les seves notes de treball va incloure el que ara es considera el primer algorisme que es va intentar dur a terme per mitjà d'una màquina. És per això que se la considera la primera persona programadora de la història.
Encara que patia d'una salut fràgil i estava malalta contínuament, mai no va abandonar la seva educació i aprenentatge. L'obsessió insana de la mare perquè la noia no heretés cap dels gustos i idees romàntiques del pare van ser uns dels motius pels quals es va dedicar especialment a estudiar matemàtiques. Va tenir diversos tutors i tutores de prestigi com ara Augustus De Morgan. Més o menys a partir dels onze anys, les seves habilitats matemàtiques es van començar a manifestar molt notablement, i l'estima i interès per aquestes va predominar durant quasi tota la seva vida. Tot i això, l'Ada durant els seus aprenentatges va sentir també una forta atracció per les lletres, la lectura i la poesia.

## Context històric
La vida d'Ada Lovelace va transcórrer a la primera meitat del segle xix, en l'època victoriana, sota la influència de les idees clàssiques de la societat victoriana, molt arrelades en l'alta classe social a la qual pertanyia però a la vegada amarades dels ideals romàntics. El coneixement científic ja no era una referència de prestigi social, sinó la manera de no quedar-se al marge del «progrés», autèntica font de riquesa i de poder.
Es tracta d'una època caracteritzada, en l'àmbit econòmic, per la Revolució Industrial i el colonialisme. La classe burgesa n'és la més representativa, formada per l'alta burgesia (banquers, persones de negocis i financers) i la mitjana i petita burgesia (botiguers, metges, comerciants, advocats i empresaris). La classe alta, però, continuava dominant la societat.
Marcada per la moralitat, el puritanisme, els principis morals religiosos i la repressió de les passions, en la societat destacaven els moralismes i la disciplina, així com la repulsió cap als excessos i el vici. Una de les grans virtuts era la castedat, ja que el sexe s'associava a les baixes passions.
Les dones encara estaven lluny d'aconseguir un tracte igualitari. Els homes dominaven tant l'espai públic com el privat, i les dones estaven sotmeses a la figura masculina. El seu paper es reservava a l'àmbit privat, a la cura dels fills i la llar. Les obreres de les fàbriques rebien cada dia la desigualtat salarial. Algunes dones d'elevada posició social, però, podien dedicar-se a l'estudi científic teòric mitjançant classes particulars a casa.

## Biografia
Ada Lovelace va ser l'única filla legítima del poeta Lord Byron amb la seva dona, Anne Isabella Milbanke. Tots els altres fills del poeta eren il·legítims. Un mes després del naixement de la noia, Lord Byron va separar-se de la seva dona i, al cap de quatre mesos, va marxar d'Anglaterra per no tornar. Tot i això, el seu pare va dedicar-li bonics versos a la noia. Fins i tot sembla que també li va dedicar les seves últimes paraules. Finalment, el pare va morir a la guerra de Grècia quan l'Ada tenia només vuit anys.

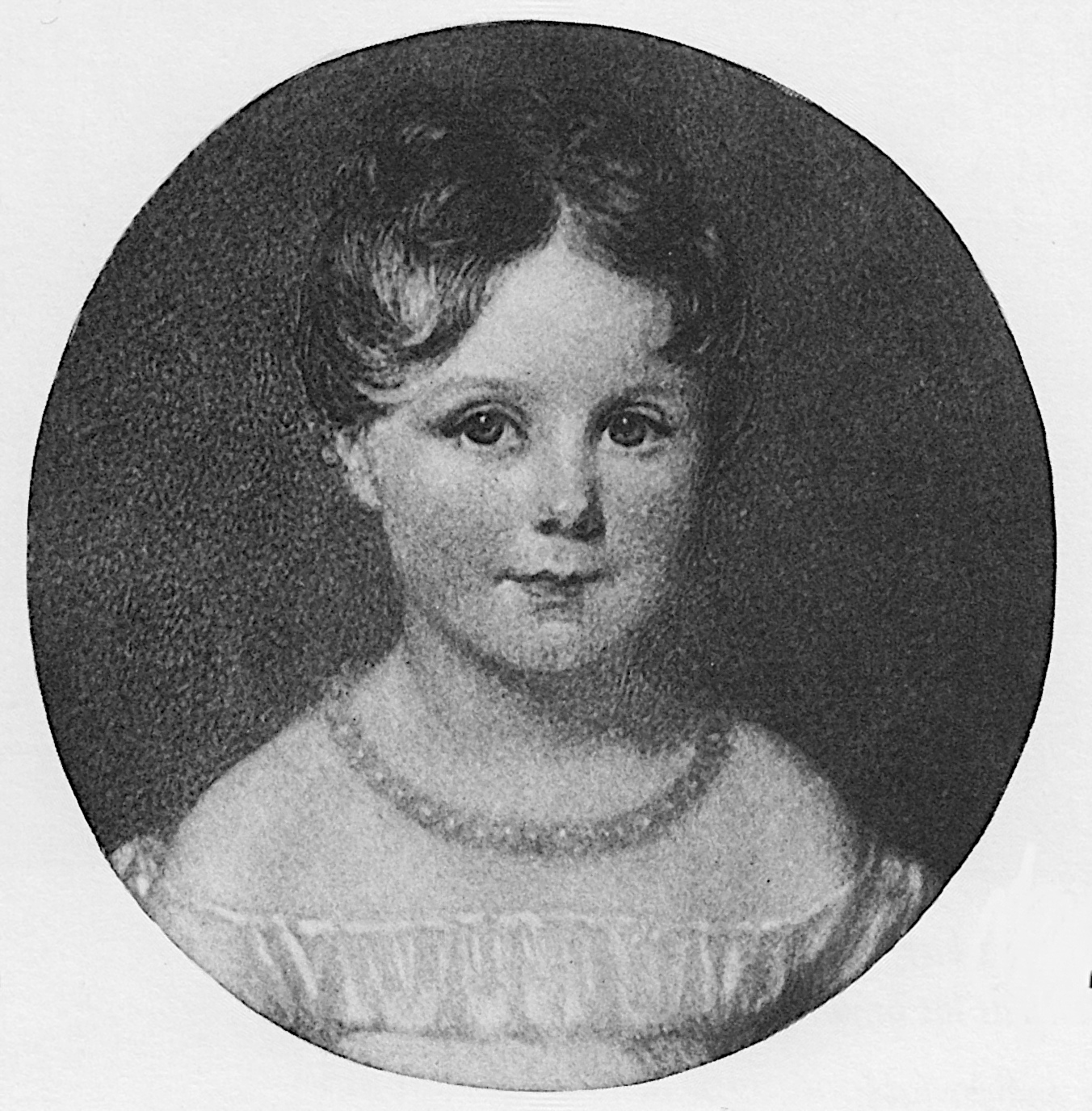
Ada als quatre anys

### Infància
Augusta Ada Byron va néixer el 10 de desembre de 1815. El seu pare esperava tenir un nen. El seu nom, «August», va ser per la germana de Lord Byron i el seu pare va decidir dir-li Ada. Va créixer amb la seva mare que, temorosa que la seva filla pogués convertir-se en poeta i seguir el camí del seu pare, la va orientar cap al món de les ciències, la matemàtica i la lògica. Així i tot, Ada sempre es va sentir també unida a son pare i al seu món poètic. Des de petita va deixar clar el que volia ser: «matemàtica i metafísica».
Quan l'Ada tenia un mes i els seus pares es van separar la seva mare se la va emportar, i encara que les lleis del moment atorguessin plena custodia al pare en cas de separació, Lord Byron no va ni intentar reclamar el seu dret paternal. Tot i així Byron va demanar a la seva germana que el mantingués informat de l'estat de la nena. La mare de l'Ada sempre insistia, dient que era un dels motius de la seva separació, en el comportament immoral que tenia Byron.
Ada era una noia molt activa que feia diverses activitats com ara gimnàstica, dansa i equitació. També va desenvolupar qualitats musicals, va aprendre a tocar diversos instruments com ara el piano, el violí i l'arpa. La influència de la seva mare va ser molt important, ja que va inculcar a l'Ada el seu interès per a les qüestions mecàniques.
Tota aquesta successió d'esdeveniments relacionats amb els pares de l'Ada van fer a la nena coneguda per aquests motius en la societat victoriana del moment. L'Ada no va tenir relació amb el seu pare, qui després de la separació no va tornar a veure-la mai. Per això la seva mare era l'única figura paternal que va tenir.
L'Ada sovint es posava malalta i des de ben petita va tenir una salut fràgil. Amb tan sols vuit anys, per exemple, ja va patir de mals de migranyes. El juny de 1829 va quedar-se sense mobilitat per culpa del xarampió i durant un any va estar sovint reclosa al llit. No va ser fins al 1839, deu anys més tard, que va poder començar a caminar de nou amb l'ajuda d'unes crosses.

### Adolescència
L'Ada mai va tenir una gran relació amb la seva mare, qui sovint la deixava al càrrec de la seva àvia Judith. Tot i això, a causa de les lleis i la mentalitat del moment que prioritzaven el pare per sobre la mare, l'Annabella s'havia de presentar davant la societat com una bona i preocupada mare. Així, per guardar les aparences, enviava cartes a la Judith fingint estar preocupada o interessada en la nena.
Tot i la seva fràgil salut la jove Ada va poder desenvolupar unes grans aptituds per la tecnologia i les matemàtiques. Només amb dotze anys va decidir que volia volar i va iniciar un meticulós projecte per aconseguir-ho. Primer va construir unes ales, ho va fer a través d'un gran estudi de materials i de les ales dels ocells. Finalment va decidir publicar un llibre sobre el tema, que veuria la llum el 1828 sota el títol Flyology.

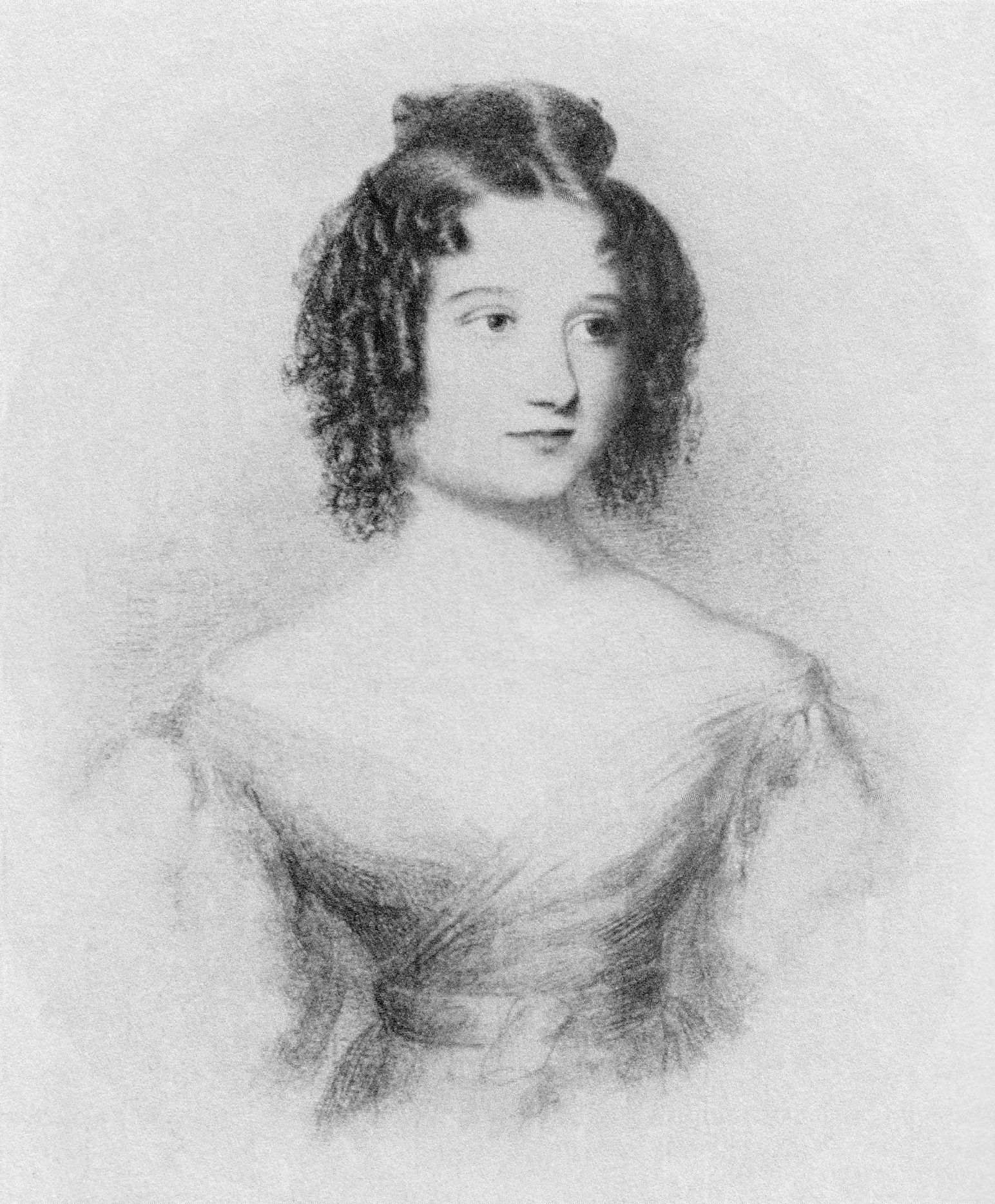
Ada als disset anys

Als 17 anys va conèixer a un personatge clau en la seva vida, Mary Sommerville, una notable matemàtica. Juntes van traduir els treballs del cèlebre matemàtic, astrònom i físic francès Laplace. Aquestes traduccions es farien servir posteriorment com a material docent a la Universitat de Cambridge.
El 1833 va tenir una aventura amb el seu tutor del moment i, després que els enxampessin, va intentar fugir amb ell. Però la família del tutor sí que els van enxampar, i van trucar la mare de l'Ada. La mare, juntament amb les seves amigues, van haver de tapar tot l'assumpte perquè no es tornés un escàndol públic.
A la mateixa edat, Ada també va conèixer Charles Babbage, gràcies a la seva tutora i amiga, Mary Sommerville, qui els va presentar. Tant ella com la seva mare van quedar impressionades per la seva màquina de diferències finites, que desitjava generalitzar en una màquina analítica, o computadora general. Gràcies a la seva tutora l'Ada també va poder conèixer bé a molts altres estudiosos, científics i gent important de l'època com Andrew Crosse (científic anglès), sir David Brewster (físic britànic), Charles Wheatstone (físic i inventor britànic, conegut especialment pel seu treball en electricitat), Charles Dickens (novel·lista anglès) i Michael Faraday (químic i físic anglès, inventor del motor elèctric, el generador i la dinamo). Només amb disset anys va ser presentada a la cort, on va ser molt ben acceptada, principalment per la seva ment brillant.

### Edat adulta
Amb dinou anys ja assistia regularment a esdeveniments socials, anava a balls i era amigable amb la majoria de gent. De fet, era descrita per part de l'alta societat amb la qual tenia relació com una noia delicada i refinada. Aquell mateix any va conèixer un dels amics del seu pare, Hobhouse. En un primer moment no li va caure bé, segurament per la influència de la seva mare que la portava a refusar tots els amics del seu pare, però més tard es van fer amics.
Anys més tard, el juliol de 1835, es va casar amb William King, vuitè baró de King, comte de Lovelace. D'aquesta manera l'Ada es va convertir en Lady King. Tenien tres residències diferents i van tenir tres fills: Byron (nascut el 12 de maig de 1836), l'Anne Isabella (nascuda el 22 de setembre de 1837) i Ralph Gordon (nascut el 2 de juliol de 1839). Com que l'Ada era descendent dels extints Barons Lovelace, el 1838 el seu marit va ser anomenat comte de Lovelace, ella es va convertir en la comtessa de Lovelace. L'instructor dels seus fills, imposat per la mare de l'Ada, era William Benjamin Carpenter. Aquest va intentar tenir un afer amb l'Ada, però ella ho va impedir i el va fer fora. Durant el 1841 la mare de l'Ada va confessar-li a ella i a la filla de la mig germana de Byron, Medora Leigh, que eren germanes (o mig germanes, ja que Medora era una filla il·legítima de Byron). Davant d'aquesta situació l'Ada, en lloc d'acceptar la noia o culpar al pare per tenir relacions fora del matrimoni, va culpar l'amant del pare.
En l'última època de la vida d'Ada es van succeir les crisis nervioses, els deutes i els escàndols. La seva salut empitjorava cada vegada més. Per alleujar els dolors es va deixar emportar per l'alcohol i les drogues (prenia una barreja de cervesa, brandy, opi i morfina) que només empitjoraven el seu estat de salut. A més, durant els anys 1840 l'Ada va estar associada amb diversos escàndols. Primer per flirtejar amb altres homes, cosa que va comportar molts rumors. I, segon, per un tema de diners, es veu que va perdre £3,000 apostant en les curses de cavalls. El joc va portar-la a crear un sindicat format pels seus amics masculins i, el 1851, va tenir l'ambició de crear un model matemàtic per incrementar els guanys en les apostes. Aquest model va anar molt malament, el que li va portar molts deutes que va haver de pagar demanant-li diners al seu marit. L'Ada va tenir una estranya i sospitosa relació amb el fill d'Andrew Crosse, John Crosse. En John va destruir tota la correspondència entre els dos quan l'Ada va morir, però se sap que ella estava aterrida, durant la seva malaltia, que en John no pogués visitar-la.

### Últims anys de vida

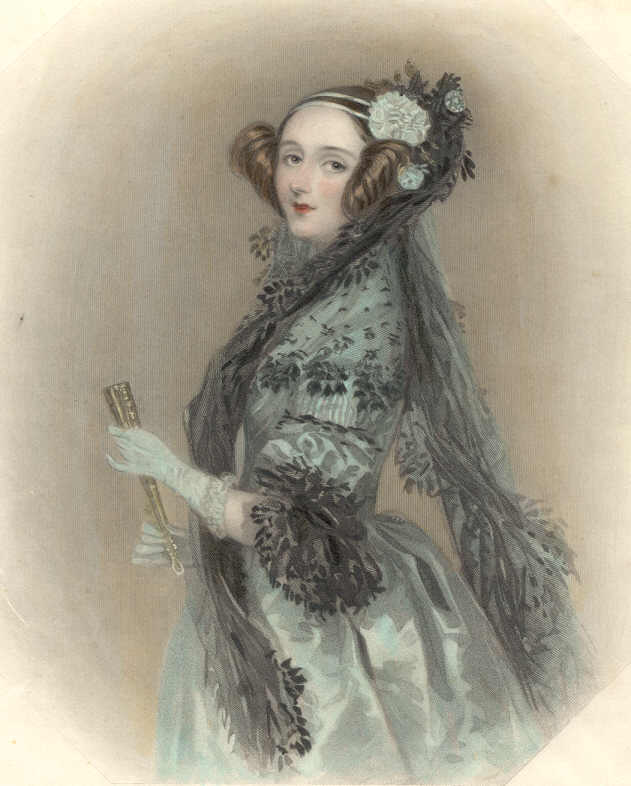
Ada Lovelace

Abans de morir l'Ada va demanar ser pintada per Henry Phillips, fill de l'home que va pintar al seu pare. Va morir el 27 de novembre de 1852, víctima d'un càncer uterí, als 36 anys, la mateixa edat que el seu pare Byron. La malaltia li va durar bastants mesos i la seva mare es va fer càrrec d'ella mentre va durar. Va evitar que els amics de l'Ada l'anessin a visitar. Sota la influència de la seva mare va fer una transformació religiosa i va posar a la seva mare com a hereva. Durant la seva malaltia també va perdre contacte amb el seu marit, ja que l'Ada li va confessar alguna cosa, que mai ha sortit a la llum, que el va allunyar del seu costat. Va ser enterrada al costat del seu pare com havia demanat a l'església de St. Mary Magdalene a Hucknall, Nottinghamshire.
La vigília de la seva mort, els únics homes als quals Ada va voler veure van ser el seu marit i Babbage

## Matemàtica i ciència
La mare d'Ada Lovelace era molt aficionada a les matemàtiques i la geometria. En un intent d'allunyar Ada del seu pare i aconseguir que heretés els seus mateixos gustos, va buscar els millors tutors de la Universitat de Londres per a formar-la. L'educació d'Ada Lovelace, per tant, va girar entorn de les matemàtiques i la ciència, i ella des de ben jove va destacar en aquests àmbits. De fet, des de petita volia volar i, abans de treballar amb Charles Babbage, ja havia dissenyat un aparell volador.
L'educació exclusiva que li va ser proporcionada i el seu talent van causar que es mogués en els cercles de científics i artistes més selectius. Aquest fet li va permetre conèixer al matemàtic Charles Babbage i realitzar grans projectes desenvolupant les seves capacitats com a matemàtica.
Durant tota la seva vida, Lovelace es va interessar pels desenvolupaments científics i l'actualitat, incloent-hi la frenologia i el mesmerisme. Un cop havia finalitzat el seu treball amb Babbage, Lovelace va continuar treballant en altres projectes. El 1844 va comentar al seu amic Woronzow Greig que estava interessada a crear una fórmula matemàtica que descrigués com el cervell donava lloc als pensaments i els nervis, als sentiments. Mai va aconseguir-ho, però. En part, el seu interès en el cervell venia d'una preocupació heretada de la seva mare per la seva «potencial» bogeria. Com a part del procés de recerca del projecte esmentat, el mateix any va visitar l'enginyer elèctric Andrew Crosse per aprendre a experimentar amb l'electricitat. També va escriure una crítica d'un document del baró Karl von Reichenbach, Researches on Magnetism, mai publicada. El 1851, l'any abans de patir càncer, va escriure a la seva mare mencionant que estava treballant en alguns projectes relacionats amb les matemàtiques i la música.

## Visionària de la informàtica
Com a primera dona en el món dels ordinadors, Lovelace ocupa un espai sensible en el quadre de figures històriques i ens recorda que les dones i la informàtica han estat estretament relacionades des del començament. A Ada Lovelace se li atribueix el primer algoritme codificat destinat a ser processat per una màquina (amb targetes perforades).
Les seves contribucions van ser tan importants que Ada compta amb un llenguatge de programació que porta el seu nom. El 1979 el Departament de Defensa dels Estats Units va crear un llenguatge de programació basat en Pascal en honor d'Ada Byron, anomenat llenguatge de programació Ada. Va ser el primer reconeixement a la seva feina després de la seva mort.

### La primera programadora d'ordinadors
El 1840, Charles Babbage fou invitat a fer un seminari a la Universitat de Torí sobre la seva màquina analítica. Luigi Federico Menabrea, un jove enginyer italià i futur primer ministre, traduí el seminari de Babbage al francès, transcripció que es publicà l'octubre de 1842. Charles Wheatstone, un amic de Babbage, va encarregar a Ada Lovelace traduir la transcripció de Menabrea a l'anglès. Ada enriquí la transcripció amb algunes notes pròpies i passà gairebé un any fent-ho. Aquestes notes es van publicar en la sèrie de llibres Scientific Memoirs, de Richard Taylor.
Les notes de Lovelace estan classificades alfabèticament de la A a la G. En la nota G, descriu un algorisme per programar la màquina analítica de Babbage amb nombres de Bernoulli, mitjançant un programa de targetes perforades. Es considera el primer algorisme específicament creat per programar un ordinador (en aquell temps, una màquina computadora). Per aquesta raó Ada Lovelace es considera la primera programadora informàtica. De tota manera, com que la màquina mai fou completada, la seva programació no es va provar.
Per al disseny de l'algoritme comentat anteriorment, es basà en els telers de Jacquard. Aquests telers comptaven amb un sistema de targetes perforades que els permetien crear diferents tipus de dibuixos sobre les teles de manera mecànica. Ada Lovelace partí d'aquesta idea per a inventar un sistema de targetes perforades capaç de calcular de manera automàtica els Nombres de Bernoulli.
El 1953, més d'un segle després de la seva mort, les notes d'Ada Lovelace sobre la màquina analítica de Babbage es van tornar a publicar. Avui en dia, l'esmentada màquina analítica es reconeix com el primer model d'ordinador, i les notes de Lovelace com la primera descripció d'un programari.

### Més enllà dels nombres
En les seves notes, Lovelace emfasitzà la diferència entre la màquina analítica i els ginys calculadors previs, particularment l'habilitat de la màquina per a ser programada per a solucionar problemes de qualsevol complexitat. De fet, es va adonar del potencial del giny més enllà del càlcul de nombres. En les seves notes escrigué:

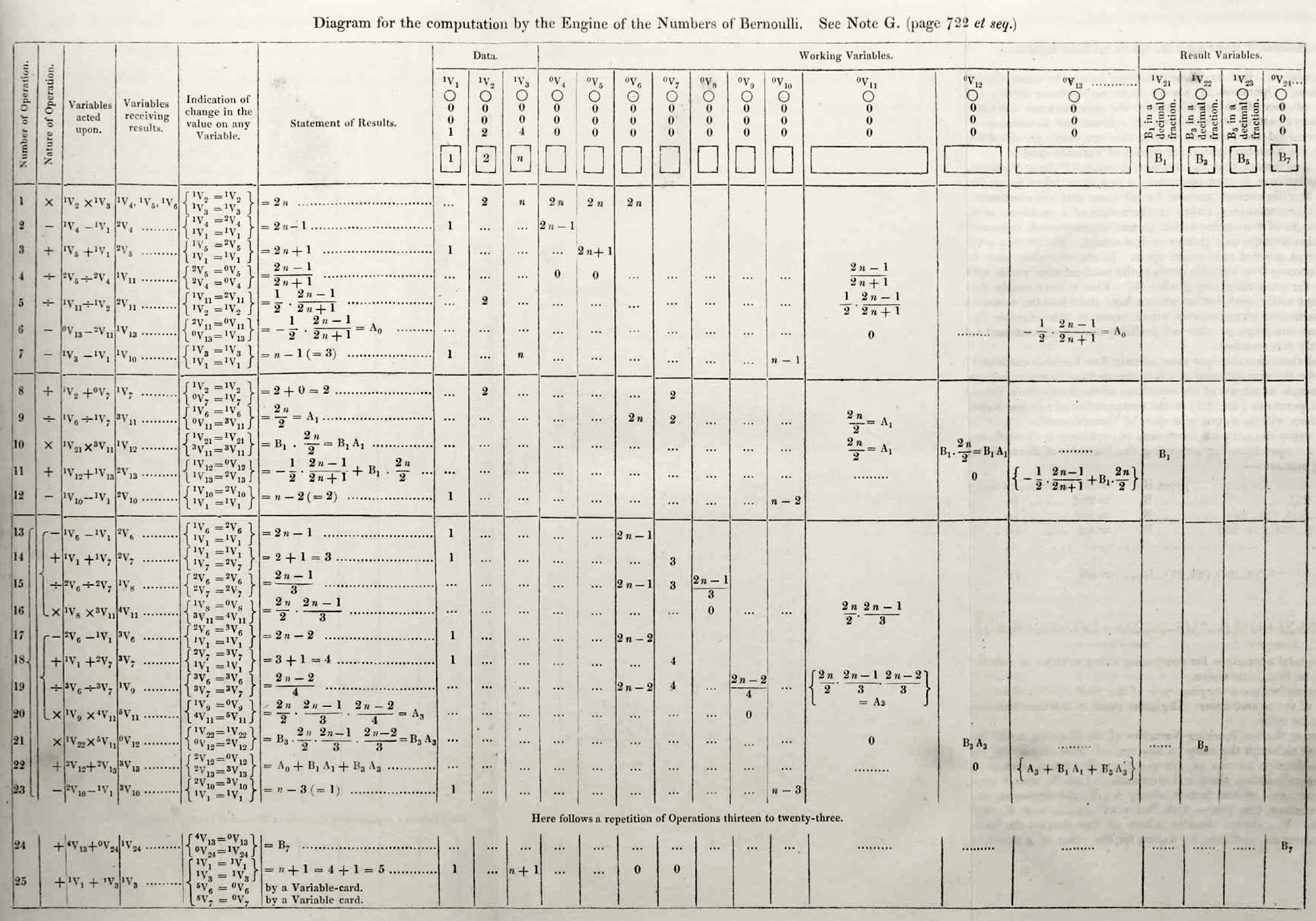
Diagrama de l'algorisme d'Ada Lovelace per computar la màquina analítica de Babbage amb nombres de Bernoulli

«La màquina analítica podria actuar amb altres elements a part de nombres, potser amb objectes les relacions dels quals es poguessin expressar per la ciència abstracta de les operacions, els quals també haurien de ser susceptibles d'adaptacions de l'acció del sistema operatiu i el mecanisme del motor... Suposant, per exemple, que les relacions fonamentals dels sons aguts en la ciència de l'harmonia i la composició musical fossin susceptibles de les mencionades adaptacions, el motor podria compondre peces musicals extenses i elaborades.»
D'aquesta manera, Lovelace creia que, a part de fer càlculs matemàtics, l'invent de Charles Babbage podria desxifrar informació xifrada i, entre moltes altres coses, ser capaç de «produir art» i poder compondre música, literatura... Per aquest motiu és considerada una visionària de la informàtica, ja que desenvolupà les capacitats de les màquines programables i anticipà les implicacions de la informàtica moderna un segle abans que s'inventés. Veia un món de possibilitats on altres només veien una màquina de fer càlculs.
Walter Isaacson atribueix la creació de Lovelace sobre les dades de computació a qualsevol procés basat en els símbols lògics, en especial el tèxtil. El mateix Isaacson comentà que quan Lovelace veié com funcionaven els antics telers, amb targetes perforades, ho associà amb la màquina de Babbage, la qual també funcionava amb targetes perforades per fer càlculs. Això va ser considerat significatiu per diversos autors, així com pel programador John Graham-Cumming, que volia construir la primera màquina analítica completa.

De tota manera, en la secció G de les seves notes, Ada Lovelace aclareix que la màquina analítica no era una forma d'intel·ligència artificial. Escrigué: 
«La màquina analítica no té pretensions d'originar res. Pot fer allò que nosaltres li ordenem que faci. Pot fer el seguiment d'una anàlisi; però no té cap poder per anticipar cap relació analítica o cap veritat.»
Afirmava que la màquina seria capaç de fer qualsevol cosa que li demanéssim, però que era necessari que nosaltres sabéssim com donar-li instruccions. Deia:
«Les màquines analítiques podran fer qualsevol cosa, sempre que sapiguem com ordenar-li que ho facin»
Aquest fet ha estat objecte de nombrosos debats i refutacions, per exemple per Alan Turing en el seu article "Computing Machinery and Intelligence”.

### Controvèrsia sobre les contribucions
Tot i que Lovelace és considerada la primera programadora informàtica per la majoria, alguns biògrafs i historiadors proclamen el contrari.
Allan G. Bromley declarà en l'article Difference and Analytical Engines (1990):
«Tots excepte un dels programes citats en les seves notes havien estat prèviament preparats per Babbage. La mencionada excepció, havia estat preparada per Babbage i per ella, però Lovelace hi detectà un error. No sols no hi ha cap evidència que Ada Lovelace preparés un programa per a la màquina analítica, sinó que la correspondència que mantenia amb Babbage ens ensenya que no tenia coneixement per a fer-ho.»
Bruce Collier, que va escriure una biografia de Babbage, va dir en la seva tesi de 1970 que Lovelace «feu una considerable contribució publicitant la màquina analítica, però no hi ha evidència que avancés en la teoria o el disseny del giny.»
Els autors Eugene Eric Kim i Betty Alexandra Toole consideren «incorrecte» classificar Lovelace com la primera programadora, ja que Babbage escrigué els programes inicials per a la màquina analítica, tot i que la majoria mai es van publicar. Bromley també comparteix aquesta opinió. En últim lloc, Dorothy K. Stein comenta que les notes d'Ada Lovelace són «una reflexió de la incertesa matemàtica de l'autora, dels propòsits polítics de l'inventor i, sobretot, del context cultural i social en el qual varen ser escrites.»
Doron Swade, especialista en la història de la informàtica conegut pel seu treball en Babbage, explicà que Ada només era una «prometedora principiant» en lloc d'un geni de les matemàtiques. Comentà que començà a estudiar conceptes bàsics de les matemàtiques cinc anys després que Charles Babbage concebís el motor analític, de manera que no pogué haver fet contribucions importants, i que ella només publicà el primer programa de computadora en comptes de realment escriure'l. Però està d'acord que Ada fou l'única persona que veu el potencial del motor analític com una màquina capaç d'expressar entitats diferents de les quantitats.

### Ada Lovelace i Charles Babbage
Lovelace conegué Charles Babbage el juny de 1833, per mitjà de l'amiga comuna Mary Somerville. Aquell mes, Babbage convidà Lovelace a veure el prototip de la seva màquina diferencial. Ada quedà impressionada per la màquina i visitava Babbage tan sovint com podia. Aquest estava molt impressionat per l'intel·lecte i les capacitats analítiques de Lovelace. De fet, l'anomenava «la maga dels nombres» (the Enchantress of Number).
Entre 1842 i 1843, durant un període de nou mesos, Lovelace traduí un article del matemàtic italià Luigi Menabrea que parlava sobre la màquina analítica, l'últim invent de Charles Babbage. Juntament amb l'article, escrigué diverses notes, com ja s'ha explicat. Detallar la funció de la màquina analítica era una tasca complicada, cosa que feu que molts científics de l'època no li donessin massa importància ni interès. Les notes de Lovelace també inclogueren l'explicació de la diferència entre la màquina diferencial i la màquina analítica. De tota manera, el seu treball fou ben rebut per alguns experts: el científic Michael Faraday donà suport a la seva teoria.
Les notes són tres vegades més extenses que el mateix article. En la secció G, inclouen un mètode detallat i complet per calcular i programar una seqüència de nombres de Bernoulli. Gràcies a aquest projecte, avui en dia Ada Lovelace és reconeguda com la primera programadora informàtica i el seu treball, com el primer programa informàtic del món.
Lovelace i Babbage varen tenir una petita discussió quan el document amb les notes sobre la màquina analítica es va publicar a Scientific Memoirs, de Richard Taylor. Ell intentà incloure una declaració en contra del govern, el qual havia menyspreat el seu treball, així com un prefaci, ambdós sense signar, cosa que s'interpretaria que l'havia escrit Lovelace. Quan els editors comentaren que la declaració s'havia de signar, Babbage escrigué a Lovelace demanant-li que impedís que es publiqués el document. Per Ada, fou la primera notícia que Babbage no volia signar, i li escrigué refusant retirar els documents. L'historiador Benjamin Woolley teoritzà que «les seves accions suggerien que ell havia cercat entusiàsticament la participació d'Ada i l'havia consentida a causa del seu “celebrat nom”». Però la seva amistat es recuperà aviat i varen continuar escrivint-se. El 12 d'agost de 1851, quan Ada estava morint a causa de càncer, escrigué a Babbage demanant-li que fos el seu executor, tot i que la carta no li donava l'autoritat legal per ser-ho. Una part de la terrassa de Worthy Manor fou coneguda per Philosopher’s Walk, ja que era el lloc per on Babbage i Lovelace passejaven mentre discutien sobre principis matemàtics.

## Ada Lovelace en la cultura popular
Ada Lovelace apareix en les següents obres teatrals, cinematogràfiques o literàries:
- Childe Byron (1977), obra teatral de Romulus Linney, que tracta la relació entre Lord Byron i la seva filla.
- The Difference Engine (1990), novel·la de gènere steampunk (història alternativa) escrita per William Gibson i Bruce Sterling.
- A Arcadia (1993), obra teatral de Tom Stoppard, el personatge de Thomasina Coverly està aparentment inspirat en ella.
- Conceiving Ada (1997), pel·lícula de Lynn Hershman Leeson.
- Lord Byron's Novel: The Evening Land (2005), una novel·la de John Crowley.
- Ada and the Memory Engine (2015), obra teatral de Lauren Gunderson, on apareix representada juntament amb Charles Babbage.
- The Thrilling Adventures of Lovelace and Babbage (2015), novel·la gràfica també del gènere steampunk creada per Sydney Padua, on Ada Lovelace i Charles Babbage són els personatges protagonistes situats en un univers paral·lel on aconsegueixen finalment completar la construcció de la màquina analítica dissenyada per Babbage.

## Dia d'Ada Lovelace
El dia d'Ada Lovelace (Ada Lovelace Day en anglès, corresponent a les sigles ALD) és una jornada internacional dedicada a la participació de les dones en la ciència, la tecnologia, l'enginyeria i les matemàtiques (STEM). Pretén visibilitzar, reconèixer i donar suport a les dones que treballen en algun d'aquests àmbits així com als seus descobriments i invencions, introduir noies joves dins el món de la ciència i la tecnologia per tal d'augmentar la presència de dones en aquests àmbits i crear nous referents femenins en les diferents àrees STEM. L'ALD se celebra el segon dimarts d'octubre de cada any, des que l'escriptora i periodista Suw Charman-Anderson ho va proposar el 2009.
L'esdeveniment més representatiu d'aquest dia és l'anomenat Ada Lovelace Day Live! i se celebra a la ciutat de Londres, al Regne Unit. En aquest, dones que treballen en l'àmbit STEM fan petites xerrades sobre el seu treball dins l'àmbit científic o sobre dones que les varen inspirar a fer allò que ara fan. Entre les conferències, s'intercalen interludis musicals i còmics relacionats amb l'STEM. El conjunt d'activitats s'anomena science cabaret («cabaret de ciències» en anglès).
Durant l'ALD també s'organitzen esdeveniments diversos a tot el món. Inclouen conferències, viquimaratons, concursos, crides a la participació de nenes i dones de totes les edats, etc. El 2015 va ser un dels dies ALD de més èxit fins aleshores, amb més de 150 esdeveniments organitzats de forma independent en 82 ciutats d'un total de 25 països.
A Catalunya, des de l'Oficina de Dinamització de la Xarxa Punt TIC, la Generalitat proposa la possibilitat que els dinamitzadors/es organitzin activitats de diferents tipus (tallers o xerrades, per exemple) relacionades amb les STEM per tal de formar part d'aquesta jornada.

## Premi Ada Byron
Avui dia es lliura anualment un reconeixement anomenat Premi Ada Byron a la Dona Tecnòloga, en honor a la informàtica. Aquest és un guardó de la Universitat de Deusto que es concedeix a les dones tecnòlogues per a visibilitzar la trajectòria dels personatges femenins en aquest àmbit. Les premiades són dones que tenen com a referències a dones científiques i tecnòlogues, que faci segles que aportin al món tal com la que dona nom al premi, Ada Byron.
El Premi Ada Byron destaca per valorar l'apoderament de les dones tecnòlogues i el seu efecte positiu en el desenvolupament i creixement sostenible a nivell mundial.

## Anècdotes i llegat
Va morir als 36 anys, a la mateixa edat que el seu pare. Les restes d'ambdós descansen a la mateixa tomba. Tot i que Ada mai conegué personalment el seu pare, sempre la van fascinar les seves obres. Després de la seva mort, fou enterrada per petició seva en la mateixa tomba que Lord Byron i la seva família paterna, situada a l'església de Santa Maria Magdalena, en la petita ciutat anglesa de Hucknall.
Els seus treballs i contribucions a la computació no van obtenir reconeixement fins un segle després de la seva mort. De fet, els seus plantejaments informàtics estaven tan avançats respecte a la tecnologia de la seva època que va caldre un segle perquè es desenvolupés la maquinària necessària per arribar a comprendre les seves anotacions i contribucions. Mentre que les seves notes referents a la màquina analítica de Babbage no varen tenir massa èxit quan es van publicar (el 1843), van guanyar una gran quantitat de públic a partir del 1953, quan B. V. Bowden les va tornar a publicar en el seu llibre Faster Than Thought: A Symposium on Digital Computing Machines. A més, serà en la dècada dels anys 50 quan la programació informàtica emergirà com una nova ciència.
Com ja s'ha esmentat, un llenguatge de programació informàtica va ser anomenat Ada en honor d'Ada Lovelace. Durant els anys 70, el Departament de Defensa dels EUA va desplegar un complex llenguatge de programació per substituir i aglutinar tots els utilitzats per l'exèrcit. Quan el comandant americà Jack Cooper proposà Ada com a nom per al nou llenguatge creat el 1979, la proposta es va aprovar unànimement. Avui en dia, el llenguatge Ada encara se'n fa ús mundialment en sistemes d'aviació, salut, transports, finances, infraestructures i altres indústries.